# Classe Adventure
La classe Adventure  est une classe de deux croiseurs éclaireurs (dit scout cruisers)  de la Royal Navy construite avant la Première Guerre mondiale.

Il avait été prévu initialement de construire huit navires, répartis sur quatre chantiers. Les trois autres paires prendront les noms de classe Forward, classe Pathfinder et classe Sentinel.

## Conception
La classe Adventure devait répondre  au cahier des charges de l'amirauté demandant des croiseurs pouvant atteindre la vitesse de 25 nœuds (46,3 km/h) pour naviguer avec les flottilles de destroyers.

L'armement initial a été mis rapidement à niveau par le rajout de 2 autres canons de 76 mm. Les canons  Hotchkiss à tir rapide de 47 mm ont aussi été remplacés par des canons Hotchkiss de 57 mm.

En 1911-12, les 12 canons de 76 mm sont remplacés par 9 canons de 102 mm. 

Cette classe est la seule à avoir quatre cheminées et à avoir de meilleures performances.

## Unités
| Nom           | Chantier                                  | Lancement        | Service effectif | Fin de service                                            | Photo |
| ------------- | ----------------------------------------- | ---------------- | ---------------- | --------------------------------------------------------- | ----- |
| HMS Adventure | Armstrong Whitworth à Newcastle upon Tyne | 8 septembre 1904 | octobre 1905     | désarmement le 12 août 1919 vente à la ferraille en 1920  |       |
| HMS Attentive | Armstrong Whitworth à Newcastle upon Tyne | 24 novembre 1904 | octobre 1905     | désarmement en décembre 1918 vente à la ferraille en 1920 |       |